# 安吉莉娜·曼戈
安吉莉娜·曼戈（義大利語：Angelina Mango，2001年4月11日—）是一名義大利歌手及詞曲作家。2024年，她憑藉歌曲〈La noia〉贏得聖雷莫音樂節冠軍，並代表義大利參加2024年歐洲歌唱大賽，為義大利睽違八年再度有女性歌手代表參賽，最終於總決賽中拿下第七的佳績。Google搜尋引擎於年末發布年度報告，安吉莉娜·曼戈榮登2024 年全球最多搜尋次數第十位的藝術家。

## 早年生活
安吉莉娜·曼戈於2001年4月10日出生於義大利南部巴西利卡塔大區的馬拉泰亞。她是著名義大利歌手兼創作人皮諾·曼戈（Pino Mango，藝名Mango）和勞拉·瓦倫特（Laura Valente）的女兒。勞拉曾在1990年至1998年間擔任義大利樂團 Matia Bazar 的主唱。受到家庭音樂文化的熏陶，安吉莉娜與她的哥哥自小接受音樂教育，並深受艾瑞莎·弗蘭克林（Aretha Franklin）、超脫樂團（Nirvana）以及滾石樂隊（Rolling Stones）的影響。10歲時，她首次進入錄音室，並擔任父親皮諾·曼戈專輯〈La terra degli aquiloni〉中的伴唱，並在父親生前的最後一張專輯《L'amore è invisibile》中，與他一同合唱了〈Get Back〉。

## 歌唱生涯
安吉莉娜·曼戈於2016年在米蘭展開音樂生涯，與哥哥共同組建樂團。2020年，她發行首支單曲〈Va tutto bene〉，並推出首張專輯《Monolocale》。
2021年，她參加了聖雷莫音樂節，但未能進入決賽。然而同年，她的音樂事業取得突破，與索尼音樂（Sony Music）簽約，並參加了 Concerto del Primo Maggio（五一勞動節音樂會），該活動為義大利國家級大型音樂慶典。
2022年11月，她參加了義大利知名選秀節目 Amici di Maria De Filippi，最終獲得第二名，並奪得歌唱組冠軍。這次比賽的成功為她打開了與眾多知名藝人合作的機會，她隨後發行了多首單曲及迷你專輯。其中，迷你專輯《Voglia di vivere》在義大利專輯榜（FIMI）首次登榜即獲得第二名，並取得金唱片認證。同名單曲進入義大利單曲榜前十名，並獲得三白金認證。
2023年5月12日，發行單曲〈Ci pensiamo domani〉，為迷你專輯《Voglia di vivere》的發行預熱。該迷你專輯於2023年5月19日正式發行。〈Ci pensiamo domani〉登上義大利單曲榜前十名，並以超過40萬張的銷量獲得四白金認證。迷你專輯《Voglia di vivere》在義大利專輯榜首次亮相即排名第二，並以超過25,000張的銷量獲得金唱片認證。

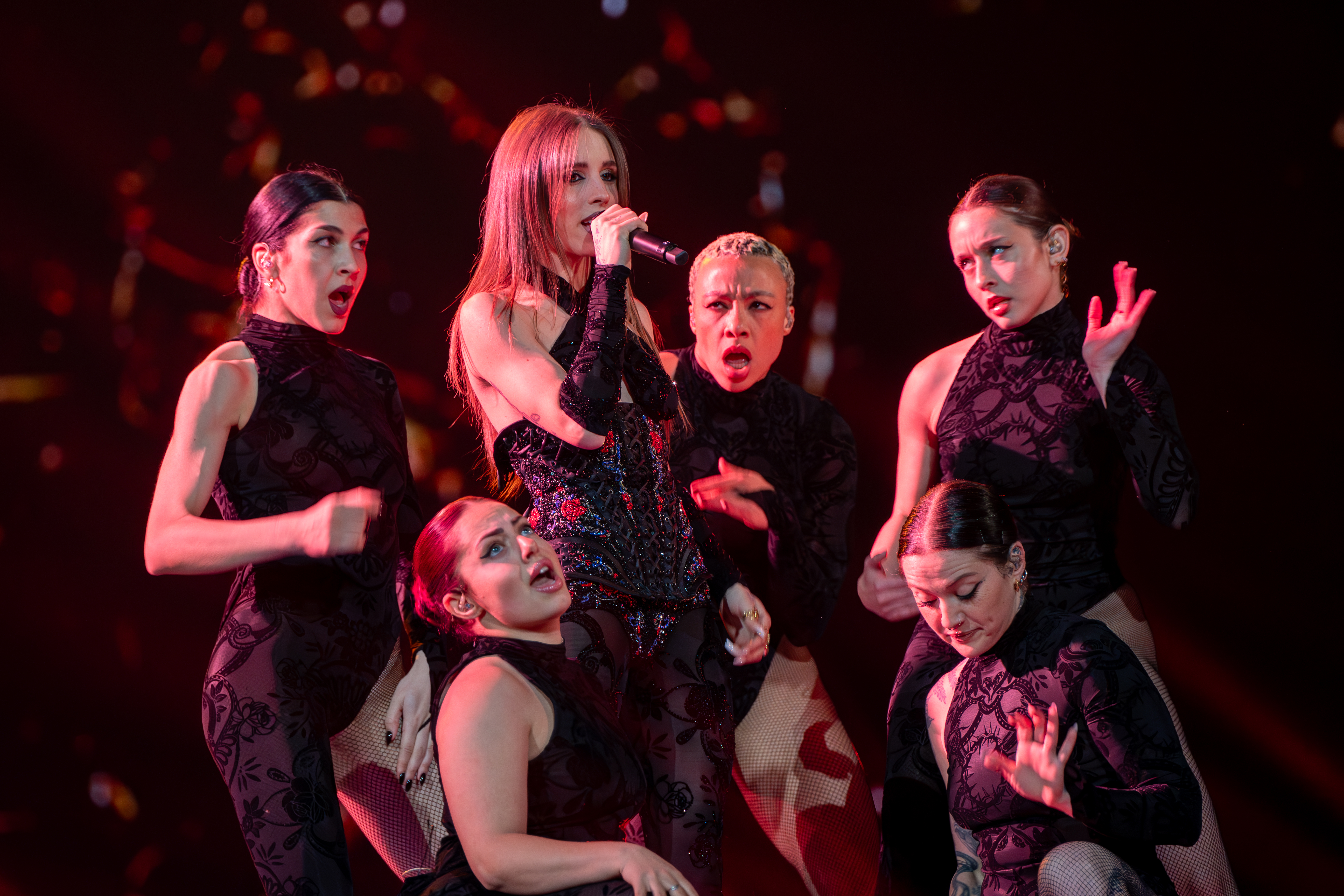
安吉莉娜於2024歐洲歌唱大賽

2023年6月至7月，安吉莉娜參加了由義大利主要國家級電視及廣播公司舉辦的多場音樂節，包括 Battiti Live 和 TIM Summer Hits。同年10月6日，推出單曲〈Che t'o dico a fa'〉，該單曲在義大利單曲榜上取得第二名，並以雙白金銷量認證再創佳績。
2024年，安吉莉娜參加了第74屆聖雷莫音樂節，以歌曲〈La noia〉贏得總冠軍，並榮獲兩項大獎：Lucio Dalla新聞室獎及由管弦樂團頒發的 Giancarlo Bigazzi最佳作曲獎。她隨後代表義大利參加2024年歐洲歌唱大賽。

## 外部連結
- YouTube上的安吉莉娜·曼戈頻道
- 安吉莉娜·曼戈的Instagram帳戶